# Дудкино (деревня, Москва)
Ду́дкино — деревня в Новомосковском административном округе Москвы (до 1 июля 2012 года была в составе Ленинского района Московской области). Входит в состав поселения «Мосрентген».
Расположена у развязки Киевского шоссе (на котором имеется автобусная остановка «Дудкино») и Московской кольцевой автодороги.
В Дудкине есть два пруда, расположенных на Румянцевском ручье. Со всех сторон деревню окружают садоводства (СНТ «Дудкино-1», СНТ «Дудкино-2», «Дары природы»).  На западе находится торговая зона (строительный рынок, рынок «Строймастер», Новый строительный рынок).
На юге от Дудкина находится посёлок завода Мосрентген, на юго-западе — деревня Саларьево.

## Население
| 2002 | 2010 |
| ---- | ---- |
| 45   | ↗128 |